# Ryuho Kikuchi
Ryuho Kikuchi (菊池 流帆 Kikuchi Ryuho?), född 9 december 1996 i Iwate prefektur, är en japansk fotbollsspelare.
Kikuchi började sin karriär 2019 i Renofa Yamaguchi FC. Han spelade 35 ligamatcher för klubben. 2020 flyttade han till Vissel Kobe.